# ۹۱۴ (میلادی)

## رویدادها
- آوریل: زمین‌لرزه بخارا. ممکن است که عامل ویرانی مسجد جامع بخارا که بسیاری در آن کشته شدند، این زمین لرزه در رمضان ۳۰۱ بوده باشد. در سراسر شهر بسیار کسان مردند و شهر خالی ماند.